# مدیریت منبع زیست‌محیطی

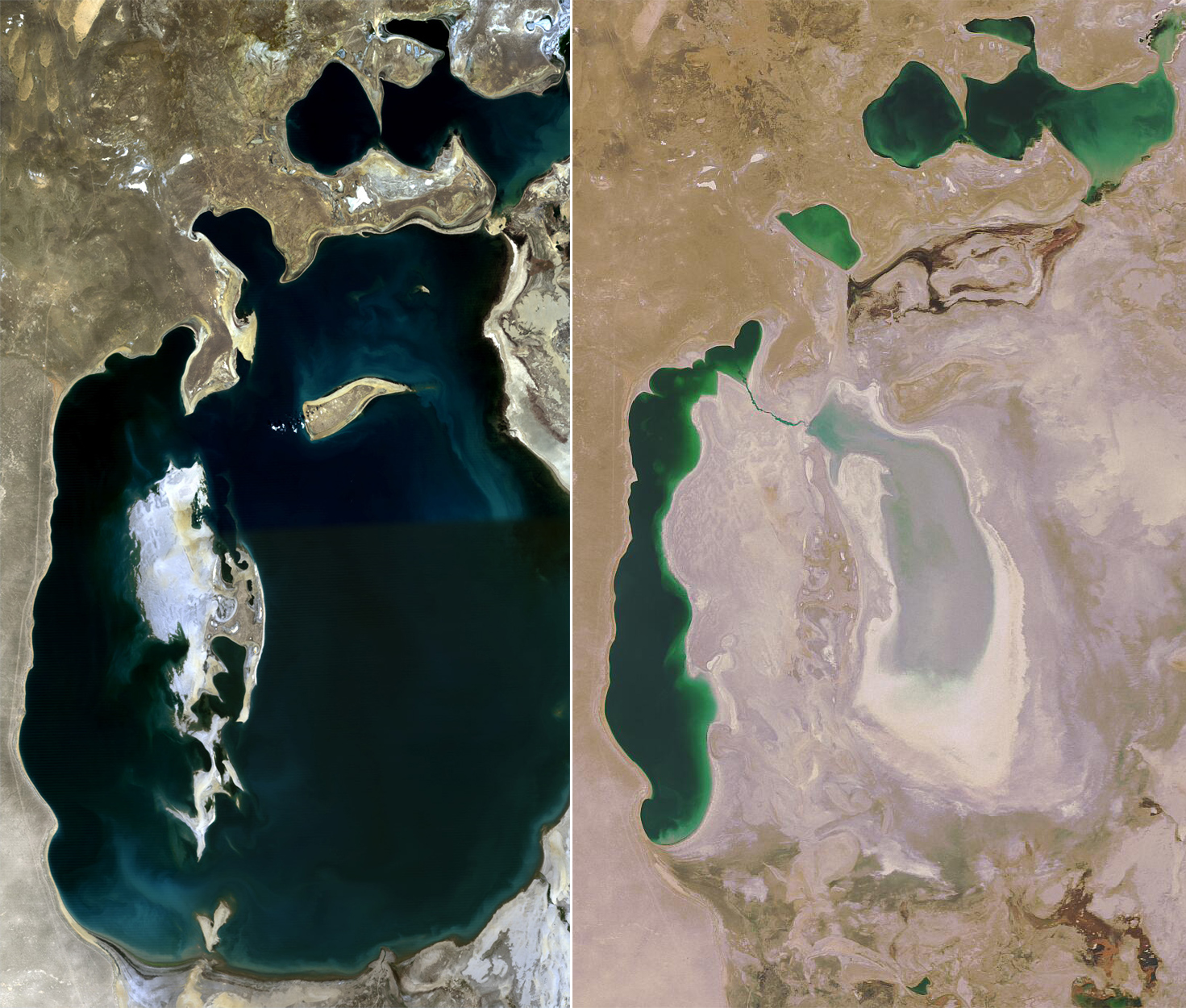
کوچک شدن دریای آرال، نمونه‌ای از مدیریت ضعیف منابع آب است که برای آبیاری منحرف شده‌است

مدیریت منبع زیست‌محیطی (به انگلیسی: Environmental resource management) مدیریت تعامل و تأثیر جوامع انسانی بر محیط زیست است. همان‌طور که از خود این عبارت پیداست، منظور مدیریت بر خود محیط زیست نیست. هدف مدیریت منابع زیست‌محیطی اطمینان از حفاظت و نگهداری از خدمات بوم‌سازگان برای نسل‌های آینده انسانی و همچنین حفظ یکپارچگی اکوسیستم از طریق در نظر گرفتن متغیرهای اخلاقی، اقتصادی و علمی (بوم‌شناختی) است. مدیریت منابع زیست‌محیطی تلاش می‌کند تا به شناسایی عوامل متأثر از تعارض‌هایی که میان رفع نیازها و حفاظت از منابع ایجاد می‌شود بپردازد. بنابراین با حفاظت از محیط زیست، پایداری، مدیریت یکپارچه چشم‌انداز، مدیریت منابع طبیعی، مدیریت ماهیگیری، مدیریت جنگل، و مدیریت حیات وحش و غیره مرتبط است.

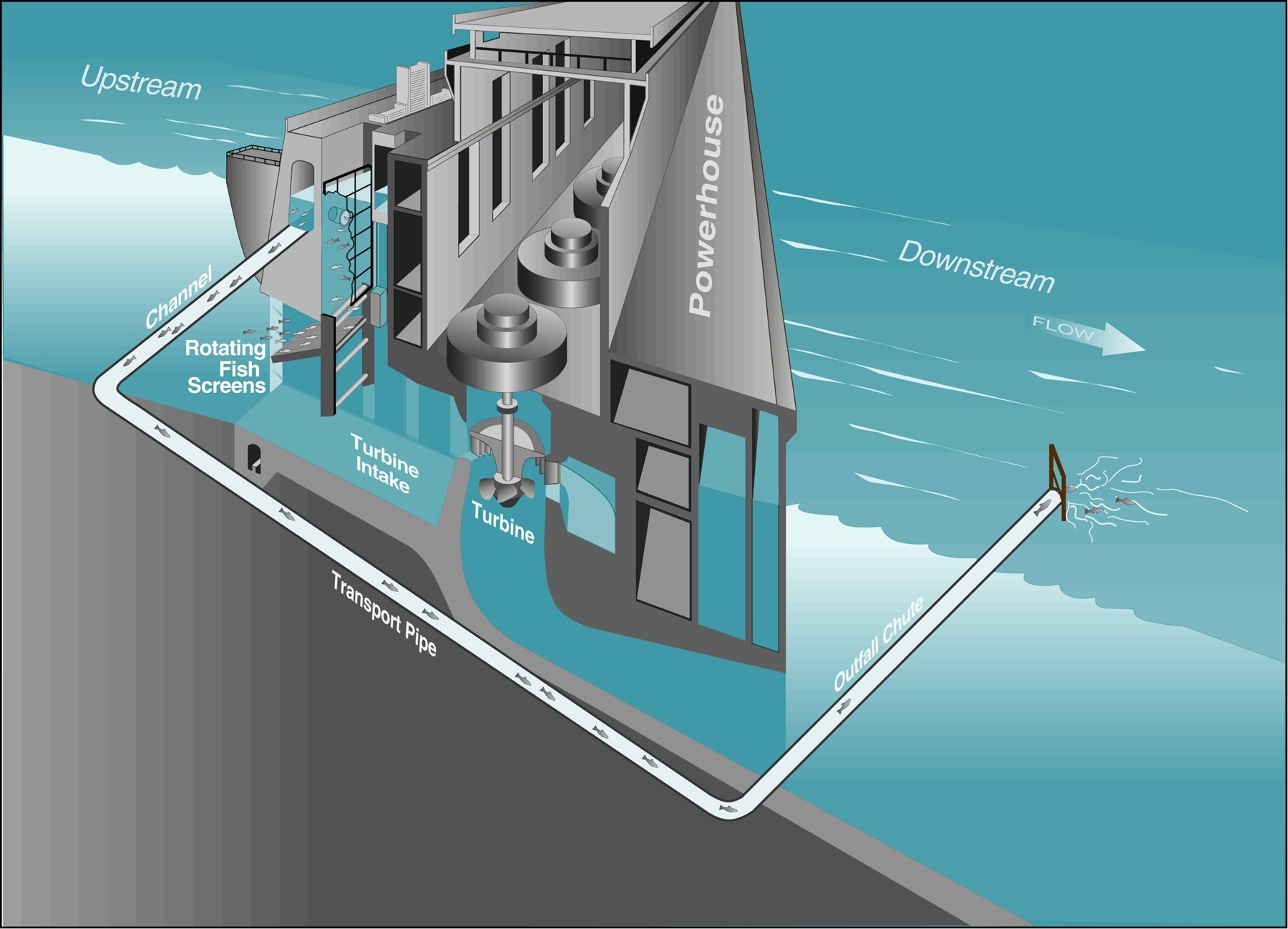
نموداری که سیستم کنارگذر (bypass) بچه ماهی را نشان می‌دهد که به ماهی آزاد و سر فولادی جوان اجازه می‌دهد تا با خیالی آسوده از پروژه سد راکی ریچ هیدرو در واشینگتن بگذرند.